# Devil May Cry
Devil May Cry (jap. デビルメイクライ, Debiru mei kurai) (dt. sinngemäß „Teufel dürfen weinen“) ist eine ab 2001 veröffentlichte Action-Videospiel-Reihe des japanischen Entwicklers Capcom. Der erste Teil für PlayStation 2 entstand unter der Leitung von Hideki Kamiya, die Hauptfigur Dante wurde von Tsuchibayashi Makoto entworfen.
Es gibt bislang fünf Fortsetzungen, zuletzt Devil May Cry 5, das, nach dem von Ninja Theory entwickelten DmC Devil May Cry, wieder von Capcom produziert wurde. Devil May Cry 5 erschien 2019 für Windows, Xbox One und PlayStation 4. Capcom veröffentlichte 2012 eine Devil May Cry 10th Anniversary Collection für die PlayStation 3 und Xbox 360, welche die ersten drei Teile überarbeitet in HD enthält.
Vom 14. Juni bis 6. September 2007 lief die Anime-Adaption auf dem japanischen Sender WOWOW.

## Hintergrundgeschichte
Zur Hauptreihe gehören die nummerierten Titel, Devil May Cry bis Devil May Cry 5. Die Geschehnisse aus DmC: Devil May Cry stehen nicht in Verbindung mit der Hauptserie.
Die Geschichte von Devil May Cry dreht sich um die Zwillingsbrüder Dante und Vergil, die Söhne des Dämonen Sparda und der Menschenfrau Eva. Sparda war den Menschen wohlgesinnt und versuchte die Menschenwelt vor den Übergriffen der Unterwelt zu schützen, indem er den Übergang zwischen beiden Welten versiegelte. Bei dieser Auseinandersetzung wurde Eva von feindlichen Dämonen getötet. Die beiden Brüder kamen als Nephilim (Dämon-Mensch-Hybriden) zur Welt und waren daher mit übernatürlichen Fähigkeiten ausgestattet. Nun stehen sie zwischen beiden Welten und versuchen miteinander konkurrierend, aber jeder für sich seinen Weg zu finden.
Die Videospielreihe greift verschiedenste Motive aus den Mythen und der klassischen Literatur auf, meist als Anspielung ohne tiefergehende Bezugnahme. So ist der Hauptcharakter nach dem italienischen Dichter Dante Alighieri benannt und sein Bruder nach dem römischen Dichter Vergil, der in der Göttlichen Komödie Dante durch die Hölle und das Fegefeuer geleitet. Daneben werden beispielsweise Motive aus christlichen, griechischen, indischen, sumerischen und germanischen Mythen verarbeitet.

## Spiele
| Spiel                                   | Metacritic                                        |
| --------------------------------------- | ------------------------------------------------- |
| Devil May Cry                           | PS2: 94/100 Switch: 74/100                        |
| Devil May Cry 2                         | PS2: 68/100 Switch: 50/100                        |
| Devil May Cry 3: Dantes Erwachen        | PS2: 84/100                                       |
| Devil May Cry 3: Special Edition        | PC: 66/100 PS2: 87/100 Switch: 82/100             |
| Devil May Cry 4                         | PC: 78/100 PS3: 84/100 X360: 84/100               |
| DmC: Devil May Cry                      | PC: 85/100 PS3: 85/100 X360: 86/100               |
| Devil May Cry: HD Collection            | PS3: 74/100 X360: 77/100 PS4: 60/100 XONE: 71/100 |
| DmC: Devil May Cry – Definitive Edition | PS4: 83/100 XONE: 86/100                          |
| Devil May Cry 4: Special Edition        | PC: 72/100 PS4: 75/100 XONE: 76/100               |
| Devil May Cry 5                         | PC: 89/100 PS4: 88/100 XONE: 87/100               |
| Devil May Cry 5: Special Edition        | PS5: 89/100 XSX: 84/100                           |

### Devil May Cry
Devil May Cry wurde 2001 für PlayStation 2 und 2019 für Nintendo Switch veröffentlicht. Im ersten Teil der Serie übernimmt der Spieler die Rolle des Halbdämonen Dante. Er versucht zu verhindern, dass das Tor zur Unterwelt auf Mallet Island geöffnet wird. Auf seinem Weg quer durch die verschiedenen Szenarien der Insel begegnet er immer wieder Trish, die sich anfänglich als Auftraggeberin Dantes ausgibt. Später gibt sie sich jedoch als Verbündete des Dämonen Mundus zu erkennen. Dieser ist im Begriff, das Tor zur Unterwelt erneut zu öffnen. Somit findet sich der Spieler in einem Wettlauf gegen die Zeit wieder. Dante muss nun gegen Mundus und seine Diener kämpfen und ihn schließlich besiegen, so wie es einst sein Vater getan hatte.

### Devil May Cry 2
Der Nachfolger von Devil May Cry wurde 2003 für die PlayStation 2 und 2019 für die Nintendo Switch veröffentlicht. In diesem Teil muss man sich wieder mit Dante durch die Menschenwelt kämpfen, da diese von Dämonen verseucht ist, doch das eigentliche Ziel der Reise ist das Reich des Dämonenkönigs, der am Ende des Spiels der Endgegner ist. Auf dem zweiten Datenträger, welcher der Verkaufsversion beilag, konnte man den Einzelspielermodus mit der Figur Lucia anstelle von Dante durchspielen.
Der Weg von Lucia unterscheidet sich an einigen Stellen von dem Dantes, zum Beispiel wenn sie die Artefakte einsammelt, die Dante braucht. Sie hat auch ein eigenes Unterwasserlevel.
Spielt man mit beiden Figuren beide CDs auf allen Modi durch, kann man Trish freischalten, die sich mit Spardas Schwert ihren Weg durch die Dämonen metzelt.

### Devil May Cry 3: Dantes Erwachen
Der dritte Teil erzählt als Prequel die Vorgeschichte zum ersten Teil der Reihe und handelt vom Konflikt zwischen den beiden Brüdern Dante und Vergil. Wieder schlüpft man in die Rolle von Dante, mit dem Ziel, den magischen Turm Temen-ni-gru zu besteigen und somit zu verhindern, dass das Tor zur Dämonenwelt geöffnet wird. Dabei versucht Dante die finsteren Pläne seines Zwillingsbruders Vergil zu durchkreuzen.
Am Ende des Spiels gründet Dante unter Tränen über den Verlust seines Bruders, der in der Unterwelt geblieben ist, sein Dämonenjägerbüro mit dem Namen „Devil May Cry“. Der Name für sein Büro wurde ihm von Lady gegeben, als sie ihn mit dem Satz: „Vielleicht dürfen Teufel irgendwo auch weinen, wenn sie eine geliebte Person verlieren.“ tröstet. Auf Englisch lautet der Satz: „Maybe somewhere out there even a devil may cry when he loses a loved one.“

#### Special Edition
In der Special Edition gibt es den neuen „Vergil-Modus“, bei dem man statt Dante Vergil steuert, der über eigene Kampftechniken verfügt. Dies ändert jedoch weiter nichts an der Handlung und die für die Hauptgeschichte wichtigen Zwischensequenzen werden im Vergil-Modus weggelassen.
Zudem besitzen die beiden Charaktere verschiedene Stärken und Schwächen. So ist Vergil beispielsweise stärker, hat jedoch nur drei Teufelswaffen zur Verfügung; Dante dagegen sechs. Des Weiteren wurde der Schwierigkeitsgrad, im Vergleich zur Ursprungsversion, an den der japanischen Version angepasst und damit gesenkt.
Der Turbo-Modus wurde aus der europäischen Version entfernt. Dieser lässt sich durch Schummelmodule freischalten. Die Spielfigur bewegt sich in diesem Modus etwa 20 Prozent schneller. Zudem ist es dem Spieler möglich per Cheat zwei weitere Charaktere (je nachdem ob man Dante oder Vergil spielt) freizuschalten, und zwar mit Dante, den Dämon Sparda oder mit Vergil, Nelo Angelo, welchen Dante auf Mallet Island im ersten Teil antrifft.

### Devil May Cry 4
Devil May Cry 4 ist am 8. Februar 2008 in Deutschland erschienen und wurde für die PlayStation 3 und für die Xbox 360 veröffentlicht. Am 11. Juli 2008 folgte die Veröffentlichung für PC. Zudem wurde das Spiel für beide Konsolen neben der normalen Version in Deutschland auch als auf insgesamt 7.000 Stück (jeweils 3.500 Stück für Xbox 360 und Playstation 3) limitierte Collectors Edition als Steelbook veröffentlicht. Allerdings beinhaltet die deutsche Collectors Edition nur ein Artbook; die erste DVD des Devil May Cry (Anime), die in der amerikanischen Collectors Edition beiliegt, fehlt in der europäischen Auflage. Am 23. Juni 2015 erschien eine Neuauflage für PC, Xbox One und PlayStation 4 als digitale Downloadversion.
In einem Interview mit dem japanischen Magazin Famitsu sagten der Leiter der Entwicklung Hideaki Itsuno und Produzent Hiroyuki Kobayashi, dass das Spiel einen neuen Protagonisten „Nero“ haben werde. Allerdings lässt sich in der ungefähren Hälfte des Spiels der alte Hauptcharakter Dante ebenfalls spielen, und es ist möglich, auch alle bisher gespielten Missionen mit Dante zu wiederholen. Im Vergleich zu den bisher erschienenen Spielen wurden mehr Zwischensequenzen eingesetzt, bei denen, wie schon für Teil 3, Yuji Shimomura Regie führte.

### DmC: Devil May Cry
Mit dem fünften Teil wurde die Reihe trotz des kommerziellen Erfolges des vierten Teils neu aufgelegt. Mit der Entwicklung wurde das Studio Ninja Theory beauftragt. DmC: Devil May Cry erschien am 15. Januar 2013 für die Xbox 360 und die PlayStation 3. Die PC-Version folgte am 25. Januar 2013. Am 6. März 2013 erschien die Erweiterung Vergil’s Downfall. Eine Definitive Edition erschien am 10. März 2015 für PlayStation 4 und Xbox One.
Der Spieler schlüpft in die Rolle des jungen Dante, welcher mit einem veränderten Erscheinungsbild sowie einem neuen Waffen- und Fähigkeitenarsenal auftritt. Die Handlung ist um die Geschichte von Dantes Eltern sowie den Konflikt zwischen Dante und seinem Bruder Vergil angelegt. Außerdem erscheint der Dämonenkönig Mundus abermals als Antagonist, nach dessen Niederlage Dante die Absichten seines Bruders erkennt.

## Charaktere

### Sparda
Sparda, auch als Dunkler Ritter (engl. Dark Knight) bekannt, ist der Dämon, der den Dämonenkönig davon abgehalten hat, die Welt der Menschen zu zerstören. Er versiegelte nach dem Kampf gegen seine dämonischen Brüder und ihren Kaiser Mundus das Tor zur Unterwelt, aber da er selbst ein Dämon war, wurde seine dämonische Macht ebenfalls in der Unterwelt eingekerkert. Um zu verhindern, dass seine Macht verloren geht, zeugt er mit einer Frau namens Eva Zwillinge, die Halbdämonen Dante und Vergil. Seine weitere Geschichte ist unklar.

### Dante
Dante ist der Sohn Spardas, der das Ziel verfolgt, die Welt vor dem Bösen zu retten. Dabei kommt es im dritten Teil zu einer Konfrontation zwischen ihm und Vergil. Er verwendet im Kampf viele verschiedene Waffen, die von Teil zu Teil variieren. Einzige Konstanten sind dabei stets seine beiden großkalibrigen, halbautomatischen Pistolen „Ebony & Ivory“ (deutsch: Ebenholz und Elfenbein) und das Dämonenschwert „Rebellion“, welches ehemals von seinem Vater geführt wurde und seinen treffenden Namen durch dessen Rebellion gegen seine Dämonenbrüder erhielt. Dieses Schwert hilft Dante in erster Linie dadurch weiter, dass er sich mit dessen Hilfe für kurze Zeit in seine dämonische Form verwandeln und unter seinen Feinden wie ein Derwisch wüten kann. Freigeschaltet wird die Dämonenform zum ersten Mal, als „Rebellion“ mit Dantes Blut in Berührung kommt.
Dantes Selbstsicherheit und dämonische Überlegenheit lassen ihn nach außen hin arrogant und narzisstisch erscheinen. Vor allem in seinen jungen Jahren (Devil May Cry 3) bringt sein loses Mundwerk und sein Stolz ihn einige Male in Schwierigkeiten.
Dante wählte den Weg eines Dämonenjägers, um seine Mutter zu rächen, welche 20 Jahre vor der Handlung des ersten Teils von einem unbekannten Dämon, welcher sich später als der Herrscher aller Dämonen – Mundus – herausstellte, getötet wurde. Nach eigenen Angaben jagt er deshalb sämtliche Dämonen, da er der Meinung ist, dass früher oder später der richtige dabei sein wird. Dantes Markenzeichen sind seine schneeweißen, verwuschelten Haare, ein langer roter Mantel und beeindruckende artistische Manöver.

### Lucia
Lucia ist eine Nachfahrin des „Vie de Marii“-Clans, eines Clans von Beschützern, die Dämonenblut in sich tragen.
Sie ist einer der spielbaren Charaktere in Devil May Cry 2 und kann sich, wie Dante, in einen Dämonen verwandeln. Im Devil-Trigger-Modus ähnelt sie einem Vogel oder Engel. Neben Dante, den sie extra für die Misson angeheuert hat, gegen Arius zu kämpfen, versucht auch sie Arius (den „neuen“ Dämonenkönig) zu besiegen und so die Herrschaft der Dämonen auf der normalen Welt zu verhindern.
Später erfährt Lucia, dass sie von Arius geschaffen und damit ein Monster sei, dies sieht Lucia als Grund, sich opfern zu müssen. Sie will in die Dämonenwelt aufbrechen, jedoch verliert sie kurz davor eine Wette mit Dante und muss bleiben, stellt sich allerdings später Arius zum Kampf. Schließlich kann ihre Ziehmutter sie davon überzeugen, dass die gemeinsam verbrachte Vergangenheit mit ihr viel wichtiger sei als alles andere und die Worte von Arius keinen Wert hätten.
Am Ende von Devil May Cry 2 wartet Lucia in Dantes Geschäft, um ihm – wie versprochen – die doppelseitige Münze wiederzugeben, durch die sie die Wette mit ihm verloren hatte, die darüber entschieden hatte, wer sich in die Dämonenwelt aufmachen sollte.

### Vergil
Vergil ist der Zwillingsbruder Dantes. Sein Ziel ist es, die Welt ins Chaos zu stürzen. Die Benutzung moderner Waffen hält er für unwürdig, stattdessen kämpft er mit dem japanischen Katana „Yamato“, das er als Andenken an seinen Vater bekommen hat, dem Dämonenschwert „Force Edge“, welches er nach seiner Niederlage gegen Dante zurückließ, und mit einem Paar Panzerhandschuhen mit dem Namen „Beowulf“.
Im ersten Teil der Serie tritt Vergil unter dem Namen Nelo Angelo auf, Dante wird erst später bewusst, dass es sich um seinen Bruder handelt. Im dritten Teil ist er zusammen mit Dante die Hauptperson. In der Special Edition von Devil May Cry 3 kann der Spieler sich entscheiden, entweder mit Dante oder Vergil zu spielen.

### Lady
Lady ist eine Dämonenjägerin, die im dritten Teil der Reihe auftaucht. Ihr wahrer Name lautet Mary Ann. Sie hat es sich zur Aufgabe gemacht, jeden noch lebenden Dämonen mit ihrer Waffe „Kalina Ann“ zu töten. Diese Waffe ist ein Raketenwerfer, der nach Ladys Mutter benannt ist. Als sie Dante zum ersten Mal trifft und herausfindet, dass er ein Dämon ist, will sie ihn töten. Nach mehrmaligem Aufeinandertreffen mit Dante ändert sie ihre Meinung über ihn und unterstützt ihn im Kampf. Lady tritt auch im vierten Teil der Reihe auf, ist allerdings weder spielbar noch nimmt sie direkten Einfluss auf die Handlung.
In der Special Edition IST sie spielbar. Sie teilt sich mit Trish eine Kampagne.

### Arkham
Arkham ist Ladys Vater, der allerdings davon besessen ist, ein Teufel zu werden. Am Anfang des dritten Teils arbeitet er mit Vergil zusammen, da beide die Absicht haben, die Dämonenwelt wieder zu öffnen, die Sparda einst versiegelte. Lady will sich an ihrem Vater rächen, denn er tötete ihre Mutter, nur um seinem Ziel, ein Dämon zu werden, näher zu kommen.

### Jester
Jester, der im dritten Teil erscheint, stellt sich zuerst im Spiel als Hofnarr vor, der Dante oft weiterhilft, aber dennoch seine eigenen Ziele verfolgt. Später offenbart sich Jester aber als Arkham, der Dante, Vergil und Lady in eine Falle gelockt hat, um die Dämonenwelt zu öffnen und die Kraft Spardas allein für sich zu benutzen.

### Trish
Trish ist eine von Mundus erschaffene Dämonin. Sie betritt im Prolog des ersten Teils Dantes Büro und erzählt ihm von den Geschehnissen auf Mallet Island. Sie ist zuerst eine Verbündete Dantes, entpuppt sich aber sehr schnell als Dienerin von Mundus. Sie zieht die Fäden und scheint Dante immer einen Schritt voraus zu sein. Als es zum Kampf zwischen Dante und Mundus kommen soll, rettet sie Dante jedoch das Leben, indem sie sich zwischen ihn und den Angriff von Mundus wirft. Im letzten Kampf gegen Mundus erscheint sie jedoch wieder und leiht Dante ihre Kraft, damit man Mundus endgültig besiegen kann. Im Epilog sieht man, wie sie sich dann mit Dante zusammengetan hat und unter dem gemeinsamen Namen „Devils Never Cry“ (diesen Satz sagte Dante zu Trish, als sie weinte und somit kein Dämon mehr war) arbeiten. Trish feiert wie Lady ihr Comeback in Devil May Cry 4 und sorgt für mehrere spannende Wendungen in der Geschichte. In Devil May Cry 4 kommt Trish sogar in zwei Formen vor. Einerseits so wie wir sie kennen, mit langen blonden Haaren und dann noch als die schöne mysteriöse Gloria. Als Gloria gibt sie vor, ein Mitglied des Ordens zu sein und hilft sogar Nero. Außerdem hat sie noch ein Geheimnis: Trish sieht aus wie Dantes und Vergils Mutter.
Trish kann in Devil May Cry 2 als Bonuscharakter freigeschaltet werden, verfügt aber über keine eigene Handlung. In der Devil May Cry 4 Special Edition ist sie ebenfalls spielbar, hier teilt sie sich die Handlung mit Lady.

### Nero
Nero ist ein Dämonenjäger und hilft dem Orden des Schwertes, welcher auf der Insel Fortuna beheimatet ist und dort Dantes Vater Sparda verehrt und Teufel und Dämonen jagt. Nero lehnt diese extreme Verehrung Spardas ab, was im Anfangsvideo des 4. Teils leicht erkennbar ist.
Er wurde als Kind von Kyries Familie adoptiert und ist mit ihr und ihrem älteren Bruder Credo zusammen aufgewachsen. Außerdem ist Nero ein Halbdämon. Nachdem Dante den Anführer des Ordens bei einem Fest zu Ehren Spardas ermordet hatte, jagte Nero ihn, um die blutige Tat zu rächen und nebenbei noch Kyrie vor dem scheinbar wahnsinnigen Halbdämonen zu beschützen.
Beim ersten Kampf mit Dante erwacht Neros verletzter rechter Unterarm und stellt sich als Dämon heraus. Allerdings steht der besessene Arm, auch Devil Bringer genannt, Nero als Waffe zur Verfügung. Er kann diverse Angriffe mit ihm ausführen, wie zum Beispiel den Gegner in den Boden rammen, Objekte und Gegner zu sich heranholen und vieles mehr. Neben dem Devil Bringer setzt Nero auch das Schwert Red Queen, welches über eine integrierte Einspritzfunktion verfügt, und den Trommelrevolver Blue Rose, welcher zwei Kugeln gleichzeitig abfeuern kann, ein. Beide Waffen sind vom Orden zur Verfügung gestellt worden.

### Kyrie
Kyrie ist zusammen mit Nero aufgewachsen und seitdem sind sie gleichzeitig Familie, Freunde und Geliebte. Nachdem sie auf der Feier zu Ehren Spardas gesungen hatte, floh sie zusammen mit ihrem Bruder Credo zur Burg Fortuna, während Nero die angreifenden Teufel zurückhielt. Sie wird später entführt und ist Neros Hauptantrieb während der Handlung. Im Epilog wird die Beziehung zwischen Nero und Kyrie noch einmal stark verdeutlicht. Zum langerwarteten Kuss kommt es jedoch nicht, da ein neuer Dämonenangriff bevorsteht. Nach diesem Angriff wird entschieden, welche Endsequenz man sieht. In der einen schaut Kyrie in den Himmel und freut sich, dass alles vorbei ist und endlich wieder Ruhe herrscht. In der zweiten kommen sich dann Nero und Kyrie endlich näher und küssen einander.

### Credo
Credo, der ältere Bruder von Kyrie, ist der Hauptmann der Heiligen Ritter, des Ordens des Schwerts. Zwar akzeptiert er Nero als Familienmitglied und respektiert dessen Fähigkeiten, doch auch er ärgert sich über dessen ungestüme Handlungen und seine Sticheleien gegen den Orden und seine Mitmenschen.
Aber Credo hat auch eine dämonische Form. Credo ist in seiner dämonischen Form ein extrem hart gepanzerter Boss und verfügt über viele Angriffsmöglichkeiten. Er kann im Nahkampf Schwert- und Schild-Kombos einsetzen, blocken und im Distanzangriff eine Lanze werfen.

### Kat
Kat ist der Zauberei mächtig, hat jedoch eine schlimme Vergangenheit durchlebt. Sie wurde von ihrem Pflegevater misshandelt und tötete diesen später. Kat ist der einzige komplett humane Hauptcharakter in „DmC“ und dient als moralische Orientierungshilfe.

## Adaptionen für andere Medien

### Light Novels
Zu Devil May Cry wurden drei Light Novels bei Kadokawa Sneaker Bunko veröffentlicht. Die ersten beiden Devil May Cry und Devil May Cry 2 wurden von Shin’ya Goikeda geschrieben. Die Illustrationen der ersten stammen von Shirō Miwa und die der zweiten von Yūchi Gosumi. Beide wurden in Deutschland vom Panini-Verlag veröffentlicht:
- Devil May Cry: Der Ursprung. Der offizielle Roman zum Spiel. Panini Verlag, August 2006, ISBN 3-8332-1409-0
- Devil May Cry 2: Der offizielle Roman zum Spiel. Panini Verlag, Januar 2007, ISBN 3-8332-1410-4

Die dritte Light Novel Devil May Cry 4: Deadly Fortune besteht aus zwei Bänden, von denen der erste am 1. April 2009 erschien und der zweite am 1. Juli 2009. Autor ist Bingo Morihashi, der auch das Szenario der Computerspiele Devil May Cry 3 und 4 schrieb. Bei der Handlung wird er unterstützt von Kentarō Yasui. Die Illustrationen stammen von dem durch Trinity Blood bekannten Thores Shibamoto.

### Manga und Anime
siehe  Devil May Cry (Anime)
In Japan erschienen ab Mai 2005 ein Manga und ab Juni 2007 ein zwölfteiliger Anime unter dem Titel Devil May Cry. In Deutschland ist die Serie auf DVD und Blu-ray erhältlich. Im April 2025 wurde ein Remake von Devil May Cry auf Netflix veröffentlicht.